# Balsamorhize à feuilles deltoïdes
Balsamorhiza deltoidea
Espèce
Classification phylogénétique
La Balsamorhize à feuilles deltoïdes (Balsamorhiza deltoidea) est une espèce de plantes à fleurs de la famille des Asteraceae.

## Description
La plante herbacée peut atteindre une taille variant entre 20 et 100 centimètres. Ses feuilles sont de forme triangulaires. La plante produit des capitules jaunes comprenant à la fois des fleurons tubulaires et des fleurons ligulés. Elle ressemble beaucoup à Balsamorhiza sagittata, mais celle-ci est plus velue, d'un vert moins franc, et garde ses fleurons ligulés plus longtemps après la formation des akènes.

## Habitat
On retrouve la plante à l'ouest de l'Amérique du Nord de la Californie jusqu'au Canada où elle est très rare. Au Canada, elle ne pousse que sur l'île de Vancouver. La plante apprécie les sols secs et un bon ensoleillement, et préfère de fait les espaces dégagés.